# Убийство Елизаветы Киселёвой
Убийство Елизаветы Киселёвой произошло 9 октября 2019 года в Саратове. 35-летний ранее четырежды судимый рецидивист Михаил Туватин заманил в гараж, совершил насильственные действия сексуального характера и убил 9-летнюю девочку. 10 октября преступник был задержан, тело было найдено в ночь на 11 октября. 24 августа 2020 года Саратовским областным судом Михаил Туватин был приговорён к пожизненному лишению свободы.
Преступление вызвало широкий резонанс тем, что после ареста местные жители пытались линчевать подозреваемого и требовали вернуть в Россию смертную казнь.

## Личность преступника
Михаил Михайлович Туватин родился 18 сентября 1984 года в Саратове. Отец преступника рассказал, что ушёл из семьи из-за неадекватного поведения жены, и что его сын ещё в детстве начал воровать. По словам Михаила Туватина старшего, сын обворовывал даже своего отца, тогда они перестали общаться. Мать убийцы Ольга Туватина не поверила, что её сын мог совершить убийство и охарактеризовала его, как хорошего и доброго человека. Однако её соседка Наталья Скиданова рассказала телеканалу «Звезда», что Ольга сама неоднократно угрожала детям и нападала на них и на взрослых:
«Ещё когда он не вышел из тюрьмы, она мне всегда кричала: „Выйдет мой сын из тюрьмы, посмотрим, что с твоими детьми будет“. Потому что дети постоянно гуляют, мешают…

Она нападала не только на моих детей и на меня. Я один раз шла на остановку, на работу, она сзади меня шла, ударила сумкой по спине. Естественно, я ничего ей не сделаю. Она воспитала убийцу, она сама такая же. Она гордится своим сыном».
В 2001 году Туватин был оштрафован за мелкое хулиганство. В 2004 году был первый раз осуждён на полгода лишения свободы за кражу 36 000 рублей из квартиры. Второй раз Туватин был осуждён на год за развратные действия в отношении малолетней — показал 12-летней девочке свой половой орган. Освободился в октябре 2005 года. Сосед Туватина рассказал, что после второго срока он пытался устроиться на воле:
«…Матушка за него бегала, суетилась. Он вернулся, несколько лет пытался устроиться на разные работы, но менял их. Тихий, скрытный. Во дворе ни с кем толком не общался».
Третий раз был осуждён в январе 2009 года за кражу с незаконным проникновением в жилище. Отсидев 2 года, вышел на свободу 31 декабря 2010 года. В тот же день, не дойдя до дома, в 20 километрах от Саратова в городе Энгельс Туватин выпил спиртное и напал на девушку 1985 года рождения: ограбил и изнасиловал. 4 января в украденный телефон вставил SIM-карту, купленную его матерью. По идентификационному номеру отследили этот телефон, и 6 января Туватин был арестован. 20 апреля 2011 года Энгельский районный суд признал Туватина виновным по ч. 1 ст. 162 УК РФ (разбой), ч. 1 ст. 131 УК РФ (изнасилование) и ч. 1 ст. 132 УК РФ (насильственные действия сексуального характера) и приговорил к 6,5 годам лишения свободы, также потребовал взыскать с подсудимого 100 000 рублей компенсации морального вреда потерпевшей. Бывший сотрудник ИК-17, где Туватин последний раз отбывал наказание, рассказал:
«27 августа он выпрыгнул из „воронка“ у ворот в колонию. Сразу видно, зашуганный, а в личном деле отметка о его заниженном социальном статусе. Так что к нам он уже приехал опущенным или, как в кино говорят, „петушарой“. Из карантина его подняли в 10-й барак. Это отряд хозобслуги.

…сразу там упал на тряпку и практически жил в туалете, где было его основное место работы весь срок… Несколько раз били его, но не сильно, в основном в начале для дрессировки. А так он свои обязанности исполнял, мыл туалет, и никто на него внимания не обращал».
Весь срок поддерживал связь только с матерью. За это время закончил вечернюю школу и в местном ПУ выучился на формовщика, фрезеровщика и электромонтёра. За весь срок администрация колонии поощрила его пять раз. На учёте у психиатра Туватин не состоял. Освободился летом 2017 года. Исходя из запроса Туватина в социальных сетях, он был сексуально одержим. По словам начальника управления организации деятельности участковых уполномоченных полиции и подразделений по делам несовершеннолетних Елены Перепеловой, в июле 2017 года на основании рапорта участкового уполномоченного полиции Туватин был поставлен на профилактический учёт. В период нахождения на учёте его еженедельно проверяли по месту жительства. Жалоб от соседей на Михаила не поступало.

## Обстоятельства преступления
Утром 9 октября 2019 года 9-летняя Лиза Киселёва шла из дома № 7 на улице Высокой в школу № 73 на Втором Магнитном проезде. Последний раз её видели в 7:30. По версии Туватина, она увидела его в заброшенном гараже, который ему не принадлежал. Преступник рассказал на следственном эксперименте, что Лиза задала вопрос, что он делает в чужом гараже. Опасаясь того, что это кто-то узнает, Туватин зажал девочке рот и завёл в гараж. Туватин присвоил себе этот гараж за несколько месяцев до убийства и испугался, что он принадлежит родителям девочки. Туватин говорил, что причиной расправы послужил грубый ответ потерпевшей на его слова. Внутри преступник повалил ребёнка на пол и совершил в отношении неё действия сексуального характера. Лиза кричала и звала на помощь, Михаил сначала руками, затем металлическим проводом задушил девочку, пока она не перестала подавать признаки жизни. Тело спрятал в соседнем заброшенном гараже, спустил его в погреб и скрылся с места преступления.

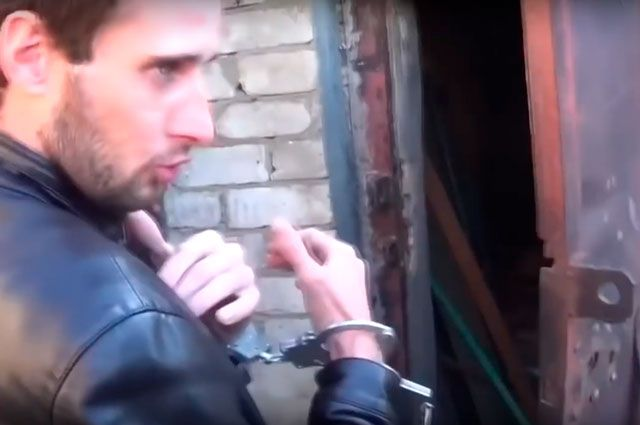
Михаил Туватин на следствии

Пропавшую Лизу Киселёву искали двое суток сотни жителей Саратова, волонтёры и отряд «Лиза Алерт». На второй день поисков, 10 октября, примерно с 13:00 по 16:00 в СМИ и социальных сетях стали распространять фоторобот мужчины, возможно причастного к исчезновению девочки. В ночь с 10 на 11 октября после полуночи было обнаружено тело пропавшей Лизы возле гаражей недалеко от школы, где она училась. Михаил Туватин был задержан днём 10 октября по отработке ранее судимых людей. Когда оперативники пришли к нему и спросили про Лизу, он сказал, что не понимает, о чём идёт речь, чем насторожил полицейских, так как в районе уже вторые сутки шли поиски пропавшей девочки, и об этом было сложно не знать. В итоге Туватин сознался в совершении убийства и показал, где спрятал тело девочки.
Около полуночи на месте преступления собрались сотни жителей Саратова и окружили машину полиции, в которой, как они думали, находился Туватин. Люди требовали отдать им преступника, чтобы устроить самосуд. Затем они окружили отдел полиции на улице Московской и требовали появления руководства.
11 октября в 15:00 в Саратовском храме в честь иконы Божией Матери «Утоли моя печали» состоялась панихида по погибшей Лизе Киселевой. Похороны девочки состоялись 13 октября в 11:30. Отпевание состоялось в храме во имя святых первоверховных апостолов Петра и Павла. За 2 часа до прощания к храму пришли около 2000 жителей Саратова. Похороны прошли на Новом Елшанском кладбище.

## Расследование и суд

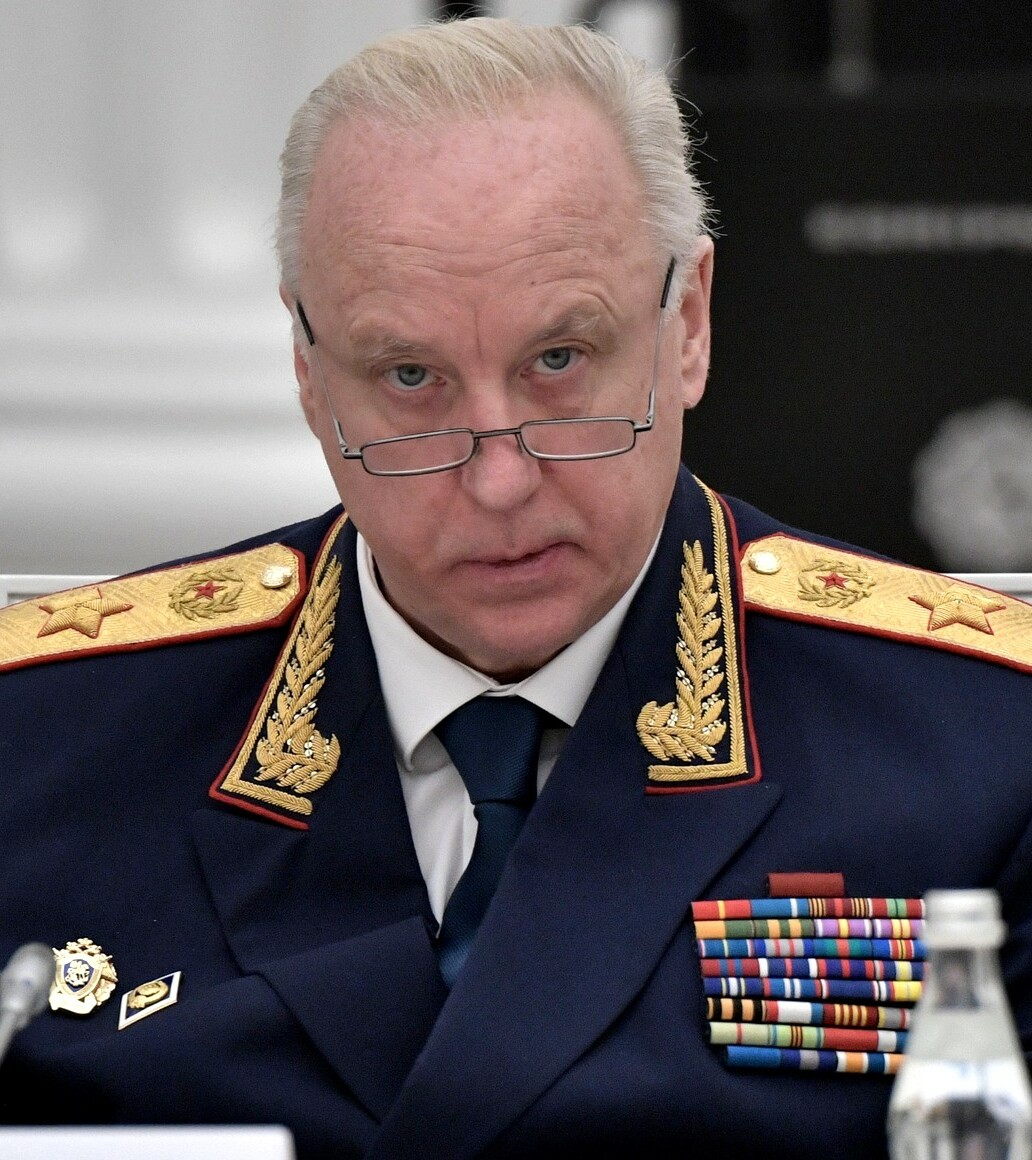
Председатель Следственного комитета РФ Александр Бастрыкин

Председатель Следственного комитета Российской Федерации Александр Бастрыкин взял дело об убийстве Киселёвой под личный контроль. 12 октября Туватин был доставлен в суд для избрания меры пресечения. Предполагалось, что Туватина доставят в Волжский районный суд из Энгельсского ИВС, где он содержался в одиночной камере во избежание нападения на него других заключённых. Журналисты нескольких изданий провели у здания Волжского суда порядка 4 часов, однако Туватина так и не привезли. Судя по видео, размещённом на сайте СК, заседание прошло в Энгельском районном суде. Подозреваемый был заключён под стражу на 2 месяца. 21 октября Туватину было предъявлено обвинение в совершении убийства малолетнего ребёнка. 6 декабря Туватину продлили арест ещё на 2 месяца, до 9 февраля 2020 года. Самого Туватина на заседании не было. 4 февраля в Волжском районном суде арест продлили до 9 мая, 16 апреля — до 9 июля, 2 июля — до 9 августа.
Следственный комитет обнародовал видео с частью первого допроса Михаила Туватина, на котором он признался в убийстве девочки и выразил раскаяние в содеянном. 19 июня информационное агентство ТАСС сообщило, что эксперты признали Туватина вменяемым. По словам представительницы потерпевшей стороны Александры Бакшеевой, Туватин был направлен для прохождения комплексного судебного психолого-сексолого-психиатрического исследования в ФГБУ «НМИЦ психиатрии и наркологии имени В. П. Сербского», которое подтвердило, что он является вменяемым, в его действиях отсутствовали признаки аффекта. 16 июля 2020 года пресс-служба СУ СКР региона сообщила о завершении расследования и о передаче дела в суд. 27 июля Саратовский областной суд продлил содержание Михаила Туватина под стражей до 15 января 2021 года. Было решено провести суд в закрытом режиме.
Судебный процесс начался 3 августа 2020 года и проходил в Саратовском областном суде в закрытом режиме, так как жертвой преступления стал несовершеннолетний ребёнок. Михаилу Туватину было предъявлено обвинение в совершении преступлений, предусмотренных пп. «в, к» ч. 2 ст. 105 (убийство малолетнего лица, заведомо для виновного находящегося в беспомощном состоянии, сопряжённое с насильственными действиями сексуального характера) и п. «б» ч. 4 ст. 132 (иные действия сексуального характера с применением насилия к потерпевшей, с использованием беспомощного состояния потерпевшей, совершенные в отношении лица, не достигшего четырнадцатилетнего возраста) УК РФ. Дело рассматривала судья Светлана Гоголева. Подсудимый полностью признал свою вину по всём статьям, однако на заседании 7 августа отказался признавать вину по ст. 132 и, по словам адвоката потерпевшей Александры Бакшеевой, он объяснил это тем, что днём ранее не хотел отвечать на вопросы на эту тему и хотел посмотреть, как будут вести себя другие участники процесса. Семья Киселёвых в свою очередь отказалась подавать иск на возмещение морального ущерба. 14 августа состоялись прения сторон. Государственное обвинение и семья Лизы запросили для Туватина пожизненное лишение свободы. 24 августа 2020 года Саратовский областной суд признал Михаила Туватина виновным по всём пунктам предъявленного обвинения и приговорил его к пожизненному лишению свободы с отбыванием наказания в колонии особого режима. Журналистов не впустили в зал суда из-за ограничений в связи с пандемией коронавируса. Председатель Саратовского областного суда Фёдор Телегин отметил, что суровость наказания, назначенного Туватину, обусловлена особой тяжестью совершенных им преступлений. Мать убитой девочки Елена Киселёва после оглашения приговора рассказала журналистам, что в ходе суда Туватин не раскаялся в совершённом преступлении и не попросил прощения. Сторона обвинения и защита потерпевших были удовлетворены приговором. Сам Туватин выслушал приговор молча, так и не согласился с обвинением в насильственных действиях сексуального характера. Адвокаты преступника подали апелляционную жалобу. 2 ноября 2020 года апелляционный суд в Нижнем Новгороде оставил пожизненный приговор Михаилу Туватину без изменений.
Михаил Туватин был этапирован в город Соль-Илецк Оренбургской области, в ИК-6, известную как "Чёрный дельфин.

## Реакция

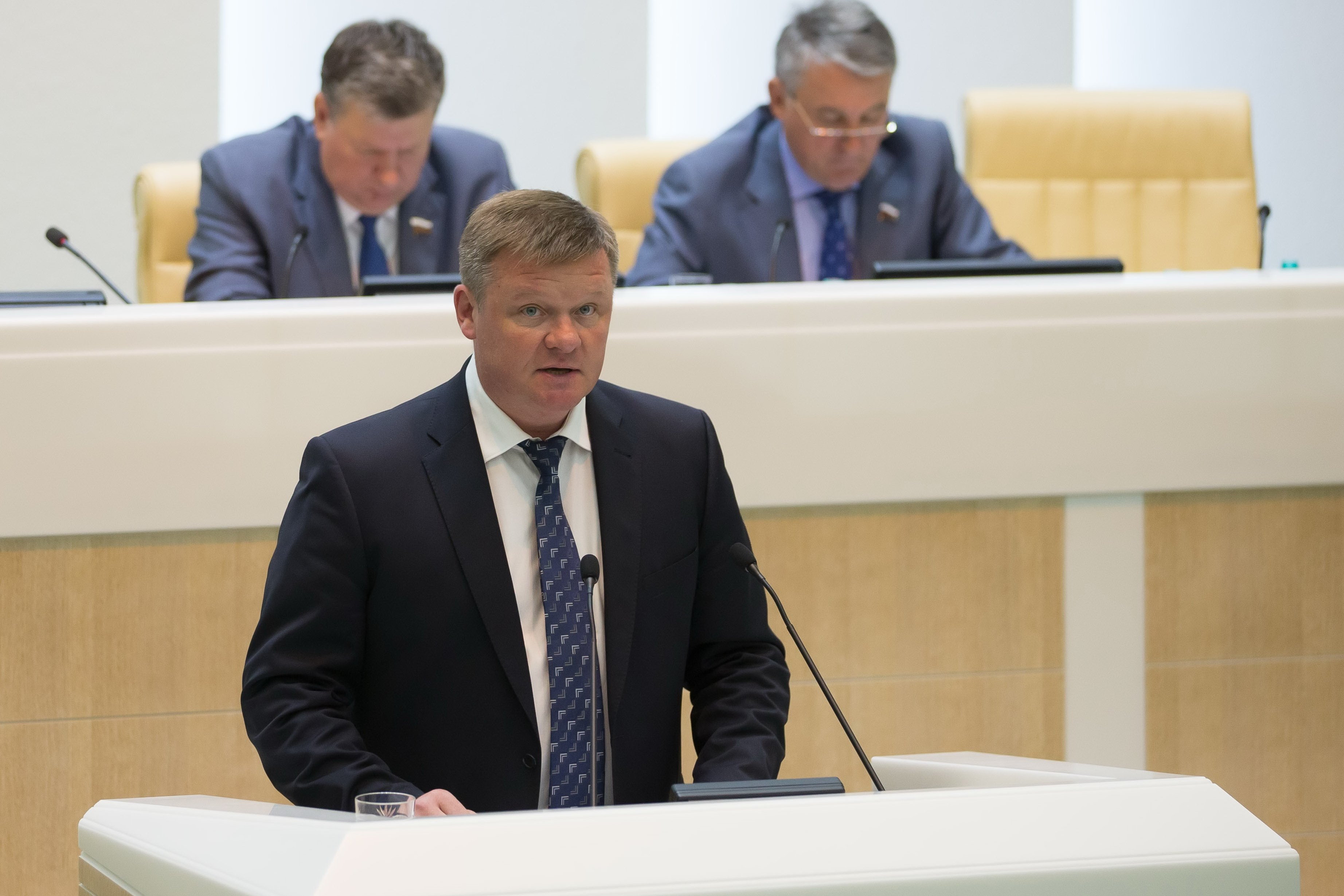
Мэр города Михаил Исаев

Правительством Саратовской области было принято решение оказать материальную помощь семье погибшей Лизы. Министерство образования Саратовской области приняло решение провести профилактическую работу в школах в связи с убийством Лизы. Министр образования Ирина Седова выразила на своей странице в «Instagram» соболезнования семье убитой. Губернатор Саратовской области Валерий Радаев поручил зампреду правительства региона Сергею Наумову совместно с руководителями районов создать в каждом муниципалитете комиссию по проверке территорий школ, детских садов и подходов к ним по вопросам безопасности. 14 октября 2019 года в администрации Саратова прошло совещание на тему обеспечения безопасности несовершеннолетних на территории Саратова. Мэр города Михаил Исаев выступил с заявлением, что сотни горожан обратились с просьбой проверить все подходы к школам. В феврале 2020 года глава городского комитета Лариса Ревуцкая заявила, что каждый маршрут к школе был исследован, а опасности на пути устранены. Однако депутат Саратовской городской думы Виктор Марков заявил, что не видит результатов данной проверки. В августе 2020 года съёмочная группа «TVSAR» отправилась в гаражи, где произошло убийство, чтобы проверить, как исполняются обещания чиновников. Администрация Кировского района прокомментировала, что к тому моменту было демонтировано 47 гаражей, подано 11 исков, построена лестница, восстановлено освещение 12 светильников, отремонтированы тротуары на подходах к школам, проведено благоустройство территории с вывозом несанкционированных свалок, порубочных остатков объёмом более 500 кубов. Было обещано провести силами МБУ «Дорстрой» в рамках подготовки к новому учебному году работы по благоустройству подходных путей к общеобразовательному учреждению.
После оглашения приговора Туватину лидер партии «Справедливая Россия» Сергей Миронов заявил на своей странице «Facebook», что депутаты фракции «СР» в Госдуме подготовили законопроект об отмене моратория на смертную казнь за особо тяжкие преступления.
Утром 31 августа 2020 года муниципальные чиновники и сотрудники МБУ «Дорстрой» пришли на улицу Высокая, где произошло убийство девочки, и начали подготовку к сносу гаражей. Владельцы гаражей были возмущены участием полиции в этом мероприятии. Местные жители потребовали от чиновников дать им время оформить право собственности, а начальника ГУ МВД Николая Трифонова — не допустить использования полиции для попрания прав граждан. Спустя 2 года после убийства Лизы Киселёвой на месте преступления ничего не изменилось. «Тут полвека ничего не меняется. Как ходили дети через гаражи в школу 40 лет назад, так и будут ходить», — заявил один из местных автовладельцев. Гаражи, где Туватин расправился с ребёнком, остались нетронутыми. Быстрые и безопасные подходы от дома к школе через гаражи не появились. Все пять подходов к школе — либо свалка строительного мусора, либо опасный склон, либо открытый люк, либо лежанка бездомных. 28 января 2022 года Президент Российской Федерации Владимир Путин подписал закон о пожизненном лишении свободы для педофилов-рецидивистов. Были внесены изменения в ч. 5 статьи 131 УК РФ (изнасилование) и ч. 5 статьи 132 УК РФ (насильственные действия сексуального характера). Согласно им пожизненное лишение свободы предусматривается для совершивших преступления в отношении двух и более несовершеннолетних и в случаях, когда такое преступление сопряжено с совершением другого тяжкого или особо тяжкого преступления.

## Общественный резонанс
Убийство Лизы Киселёвой шокировало всю Россию. Это связано с тем, что местные жители пытались совершить самосуд над преступником и тем, что в России начались дискуссии на тему возвращения смертной казни в России. Однако мать убитой Елена Киселёва после вынесения приговора убийце заявила, что казнь — это слишком просто. Отец преступника Михаил Туватин старший также высказывался, что его сына надо расстрелять.
В конце октября 2019 года фонд «Общественное мнение» провёл опрос среди 1 500 респондентов в 53 регионах. 69 % респондентов заявили, что считают приемлемым казнить некоторых преступников, 21 % выступили против смертной казни, ещё 9 % затруднились с ответом. По мнению россиян, казнить можно за сексуальное преступление против несовершеннолетних (68 %), убийство (57 %), терроризм (53 %), изнасилование (52 %), распространение наркотиков (28 %), государственную измену, раскрытие государственной тайны (17 %), взяточничество (14 %), шпионаж (9 %), осквернение религиозных святынь, кражу, грабеж, разбой (6 %) и неуплату налогов (1 %). Данные ФОМ свидетельствуют о том, что 7 из 10 жителей России считают допустимой смертную казнь.
Елена Киселёва благодарила всех неравнодушных людей, сопереживавших ей и помогавших в поисках дочери. По её словам, она сообщила саратовским властям, что нужно сделать безопасные подходы в школам. В интернете люди стали возмущаться тем, что Елена занимается общественными работами и помогала в поисках пропавшего в ноябре 2019 года мальчика в Самойловском районе Саратовской области, в связи с чем на её защиту встала уполномоченная по правам ребёнка в Саратовской области Татьяна Загородняя:
«В интернете стали возмущаться по поводу того, что мама стала активной, занимается поисками пропавшего Артура, выступает, ищет опасные места, организовывает людей. А должна сидеть дома и плакать. Плакать. А кто видел эту маму ночами дома?? А кто смог это пережить?»
В декабре 2019 года Елена на брифинге возле места убийства дочери сделала заявление, что принятых чиновниками мер недостаточно, а также предложила внести открытый реестр для лиц, совершивших преступления на сексуальной почве, тем более в отношении несовершеннолетних: «Мы должны быть в полной уверенности, что дядя Вася из соседней квартиры не является такой личностью»..
24 февраля 2021 года в одной из саратовских групп «ВКонтакте» стали распространять слухи о самоубийстве Михаила Туватина. В ходе дискуссии под постом об освобождении из колонии «Скопинского маньяка» Виктора Мохова пользователи вспомнили про Туватина. Одна из участниц дискуссии заявила, что он покончил с собой и утверждала, что эти данные ей сообщили сотрудники ФСИН. Однако пользователи сети стали обвинять девушку в распространении фейков, так как доказать свои слова она не смогла. 2 марта 2021 года адвокат потерпевших Александра Бакшеева сообщила корреспонденту ИА «Версия-Саратов», что, по её данным, Туватин жив и отбывает наказание.